# 土佐くろしお鉄道
土佐くろしお鉄道株式会社（とさくろしおてつどう、英: Tosa Kuroshio Tetsudo Co.,Ltd.）は、高知県で鉄道事業を行っている第三セクター方式の鉄道事業者である。本社は高知県四万十市の中村駅に、登記上の本店は同県高知市の高知県庁に構える。

## 概要
高知県と沿線自治体で株式の9割以上を保有する自治体主導の第三セクター鉄道会社である。国鉄再建法の施行により工事が凍結された日本鉄道建設公団建設線の宿毛線及び阿佐西線（阿佐線〈ごめん・なはり線〉として開業）を引き受けるために設立されたが、後に第3次特定地方交通線に指定された中村線の運営も引き受けることとなった。

## 沿革
- 1986年（昭和61年）
  - 2月8日：高知県が、阿佐・宿毛両線関係首長会議において、両線を一本化した第三セクターの設立について合意[3]。
  - 5月8日：土佐くろしお鉄道株式会社設立（資本金4億4,000万円）[3]。
  - 11月22日：第1回臨時株主総会を開催。日本国有鉄道（国鉄）中村線廃止転換後の運営引き受けを決定[3]。
- 1987年（昭和62年）
  - 2月5日：前年12月18日に申請していた宿毛線 宿毛 - 中村間の地方鉄道業免許が認可される[3][4]。
  - 6月1日：資本金を5,900万円増資し、4億9,900万円とする[3]。
  - 12月18日：同年12月3日に申請していた、中村線の第一種鉄道事業免許が認可される[3]。
- 1988年（昭和63年）
  - 1月28日：前年12月18日に申請していた、阿佐線 後免 - 奈半利間の第一種鉄道事業免許が認可される[3]。
  - 4月1日：中村線 窪川 - 中村間開業[3][5]。
- 1989年（平成元年）
  - 2月3日：中村駅旅行センターにて、旅行業事業開始[3]。
  - 4月1日：消費税（税率3 %）導入に伴う運賃改定[3]。
- 1990年（平成2年）11月14日：自社発注による制御振子式特急形車両・2000系気動車が完成（4両）[3]。
- 1995年（平成7年）4月1日：運賃改定[3]。
- 1996年（平成8年）12月17日：列車集中制御所（中村駅制御所）運用開始[3]。
- 1997年（平成9年）
  - 5月30日：宿毛線開業に伴う運賃改定[3]。
  - 10月1日：宿毛線 宿毛 - 中村間開業[3][6]。
- 1998年（平成10年）6月11日：中村線で立ち往生した列車に救援列車が追突する事故が発生。運輸省（現国土交通省）より警告書を出される。以後6月11日を「土佐くろしお鉄道 事故防止の日」に定め、毎年訓練を実施[7]。
- 2000年（平成12年）11月1日：運賃改定。通学定期旅客運賃および特別企画乗車券の割引率引き下げ[3]。
- 2002年（平成14年）7月1日：阿佐線（ごめん・なはり線）後免 - 奈半利間開業[3][8]。
- 2003年（平成15年）
  - 11月1日：nextstations、NPO砂浜美術館、大方町役場とのコラボ企画「ぶらぶら」実施[3]。
  - 12月8日：中村線 荷稲駅 - 伊与喜駅間が土砂崩壊により不通に。
- 2004年（平成16年）1月10日：中村線 荷稲駅 - 伊与喜駅間運転再開。
- 2005年（平成17年）
  - 3月2日：宿毛駅構内で特急列車が衝突事故。宿毛線宿毛 - 中村間が不通に[3]。以後3月2日を「土佐くろしお鉄道 安全の日」と定め、毎年訓練を実施[7]。
  - 4月7日：宿毛線東宿毛 - 中村間営業運転再開（普通列車のみ。特急列車は6月13日から）。
  - 11月1日：宿毛駅営業再開。宿毛線全線営業運転再開[3]。
- 2006年（平成18年）
  - 3月1日：全駅で路線記号・駅番号表示を開始。
  - 3月：日本初の本格バー「SUNTORY PREMIUM SUNSET BAR」運転[3]。
- 2010年（平成22年）3月20日：中村駅リノベーション工事完成（9月29日にグッドデザイン賞特別賞・中小企業庁長官賞、10月1日に国土交通省 日本鉄道賞 特別表彰 地方鉄道駅舎リノベーション賞を受賞）[3]。
- 2015年（平成27年）9月26日：この日中村駅で開催された中村駅まつりにて行われた投票により、中村線・宿毛線の愛称が「四万十くろしおライン」に決定[9]。

## 役員

### 社長
| 代数 | 氏名     | 在任期間                     | 出身校                     | 経歴                                                      | 出典          |
| ---- | -------- | ---------------------------- | -------------------------- | --------------------------------------------------------- | ------------- |
|      | 中内力   | 1990年？                     | 高知県立高知城東中学校     | 高知県知事（兼任）                                        |               |
|      | 岡村毅郎 | 1999年 - 2003年              | 東京大学法学部             | 元日本国有鉄道四国総局長                                  | [ 10 ]        |
|      | 新谷正雄 | 2003年 - 2005年6月28日       |                            |                                                           | [ 11 ]        |
|      | 池田義彦 | 2005年6月29日 - 2011年6月2日 |                            | 元近畿日本鉄道名古屋営業局次長 元メディアート社長         | [ 11 ] [ 12 ] |
|      | 寺田敏春 | 2011年6月3日 - 2015年6月4日  | 京都大学大学院修士課程     | 元全日本コンサルタント社長 元近鉄軌道エンジニアリング社長 | [ 12 ]        |
|      | 大原充雄 | 2015年6月5日 - 2019年6月7日  |                            | 元高知県会計管理者兼会計管理局長                          | [ 13 ]        |
|      | 金谷正文 | 2019年6月7日 - 2024年6月7日  |                            | 元高知県人事委員会事務局長                                | [ 14 ]        |
|      | 山脇深   | 2024年6月7日 -               | 高知県立高知追手前高等学校 | 元高知県観光振興部長                                      | [ 15 ]        |

## 路線
- 四万十くろしおライン[9]
  - 中村線 : 窪川 - 中村（43.0km・第一種鉄道事業）
  - 宿毛線 : 宿毛 - 中村（23.6km・第一種鉄道事業）
駅ナンバリングの頭文字は、上記2路線とも「土佐くろしお鉄道」（Tosa Kuroshio）からTK
- ごめん・なはり線
  - 阿佐線 : 後免 - 奈半利（42.7km・第一種鉄道事業）
駅ナンバリングの頭文字は、愛称名の「ごめん・なはり線」（Gomen-Nahari）からGN

「四万十くろしおライン」（中村線・宿毛線）と「ごめん・なはり線」（阿佐線）は起点駅基準で約75 km 離れており、両線区を直通運転する定期列車は存在せず、車両の転属なども一切行われていない。両線で直通運転が行われた例は2002年のごめん・なはり線開業時に運行された団体専用列車と、2017年11月に宿毛線開業20周年とごめん・なはり線開業15周年を記念して運行された宿毛 - 奈半利間の直通列車の例がある。

## 利用状況
年間の利用状況は以下の通り（全路線の合計）。
| 年度 | 輸送人員（千人） | 輸送人員（千人） | 輸送人員（千人） | 平均通過人員（人/日） | 出典   |
| 年度 | 定期券           | 定期外利用者     | 合計             | 平均通過人員（人/日） | 出典   |
| ---- | ---------------- | ---------------- | ---------------- | --------------------- | ------ |
| 2012 | 1,172            | 830              | 2,002            | 961                   |        |
| 2013 | 1,207            | 803              | 2,009            | 963                   |        |
| 2014 | 1,161            | 755              | 1,916            | 907                   |        |
| 2015 | 1,122            | 788              | 1,910            | 902                   |        |
| 2016 | 1,093            | 780              | 1,873            | 907                   |        |
| 2017 | 1,070            | 791              | 1,861            | 908                   |        |
| 2018 | 1,072            | 739              | 1,812            | 874                   |        |
| 2019 | 1,046            | 720              | 1,767            | 848                   | [ 19 ] |
| 2020 | 964              | 460              | 1,424            | 634                   | [ 20 ] |
| 2021 | 1,005            | 471              | 1,476            | 658                   | [ 21 ] |
| 2022 | 1,020            | 553              | 1,573            | 745                   | [ 22 ] |

## 車両
海岸沿いの区間が多いことから防錆対策として、全車両ともステンレス車体となっている。オールステンレス車両は車両価格が高価なため、第三セクター鉄道の気動車に採用される例は少なく、土佐くろしお鉄道以外では智頭急行（HOT7000系）・伊勢鉄道・井原鉄道・阿佐海岸鉄道（ASA-101・運用終了）・若桜鉄道 （WT3301）・えちごトキめき鉄道のみとなっている。
車両は普通列車用も含めて全車がトイレつきである。

### 四万十くろしおライン（中村線・宿毛線）用

#### 現有車両

##### 2700系
2020年に導入。2両編成1本が在籍する。保守・管理は四国旅客鉄道（JR四国）に委託しており高知運転所に常駐する。

##### TKT-8000形
1988年（昭和63年）の中村線転換開業に際して5両、1997年（平成9年）宿毛線開業時に2両、その後1999年（平成11年）に1両が投入された気動車である。開業時に投入された5両とそれ以外ではエンジンなどが異なり、最初の5両では新潟鐵工所製6H13AS(DMF13HS) ディーゼルエンジンを183 kW（250 PS）に設定して、のちに製造された3両では新潟鐵工所製DMF13HZを242 kW(330 PS)に設定して採用した。全車正面貫通式、両運転台、トイレありで、各車両に愛称がつけられている。最後に製造された1両以外はセミクロスシート、最後の1両はお座敷車としても使用できるイベント対応のロングシートである。2011年（平成23年）3月にイベント対応車を除く7両の外装が沿線自治体のラッピングに変更されている。

#### 過去の車両

##### 2000系
1990年にJR四国2000系が登場し、相互直通運転が開始されたことに伴い、車両使用料の調整のためにJR保有車とほぼ同一仕様で新製した車両である。JR四国車との差異は、車番の十位が3であることと、2030の運転台側に電気連結器が残存（JR保有車からは撤去）していることである。運用管理全般をJR四国に委託しており、高知運転所に所属していた。2000年にJR四国が土讃線に設定した「アンパンマン列車（ブルー）」が好評を博したため、翌2001年に土佐くろしお鉄道保有車4両にもラッピングを施し、「アンパンマン列車（ピンク）」とした。当初はJR四国車と共通で1両単位の運用を組んでいたが、「アンパンマン列車」となった後は全4両で1編成を組んだ編成単位の運用を行うようになった。なお、土讃線の「アンパンマン列車」は2009年9月頃にリニューアルされ、JR四国車が「グリーン」、土佐くろしお鉄道保有車が「オレンジ」になり、後述の通り引退するまでその姿で運用された。「アンパンマン列車」のラッピングがされる前は、全車の側窓下に土佐くろしお鉄道のロゴマークのステッカーが、先頭車側面（トイレ部分）に「国民休暇県高知」のマーク（高知県の地形に県鳥であるヤイロチョウのイラストが描かれたもの）が貼られていた。2700系によるアンパンマン列車の運行開始により、2020年7月18日の運転を最後にJR四国車の「グリーン」とともに引退した。

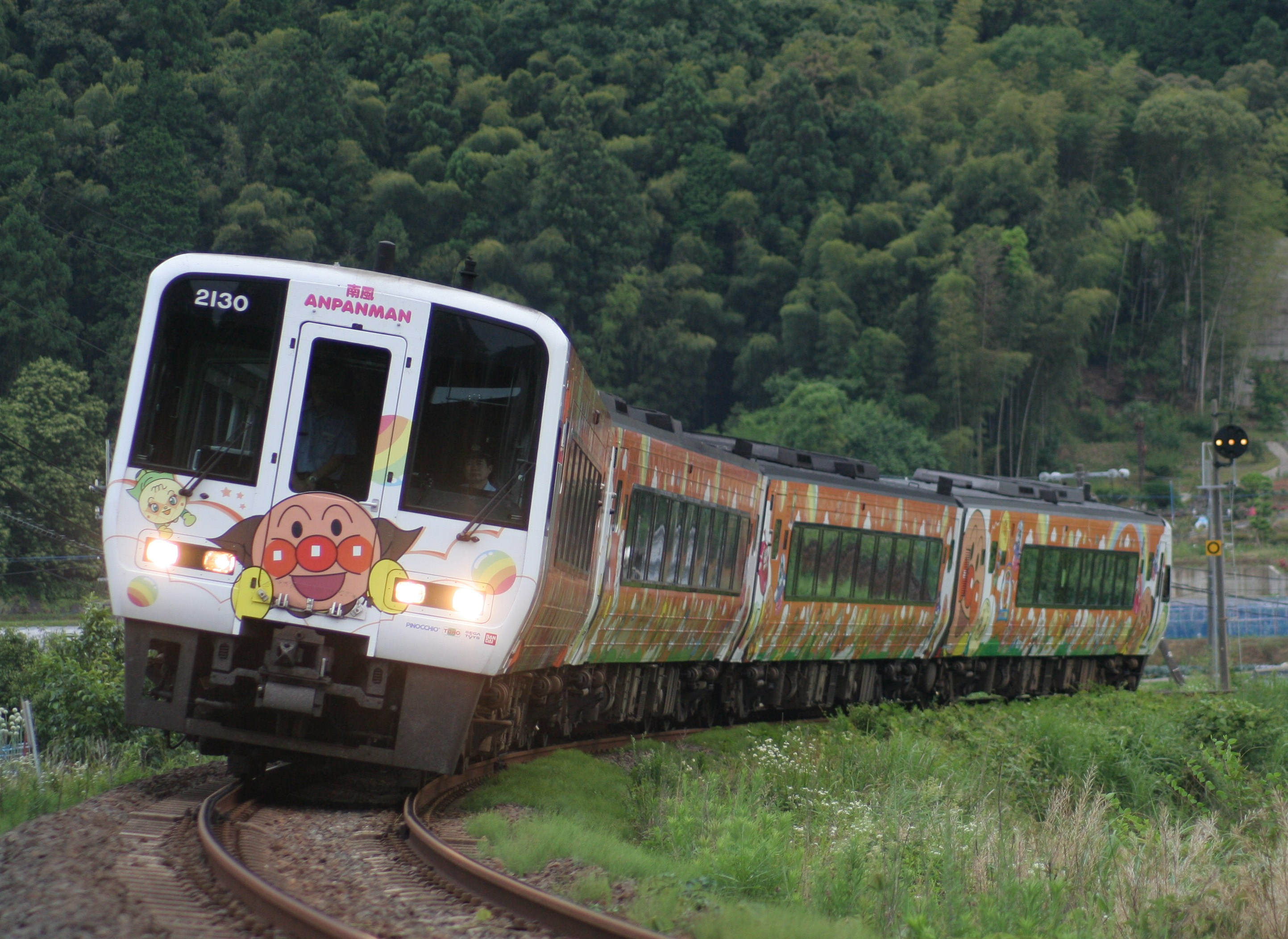
土佐くろしお鉄道2000系2130（アンパンマン列車・オレンジ）
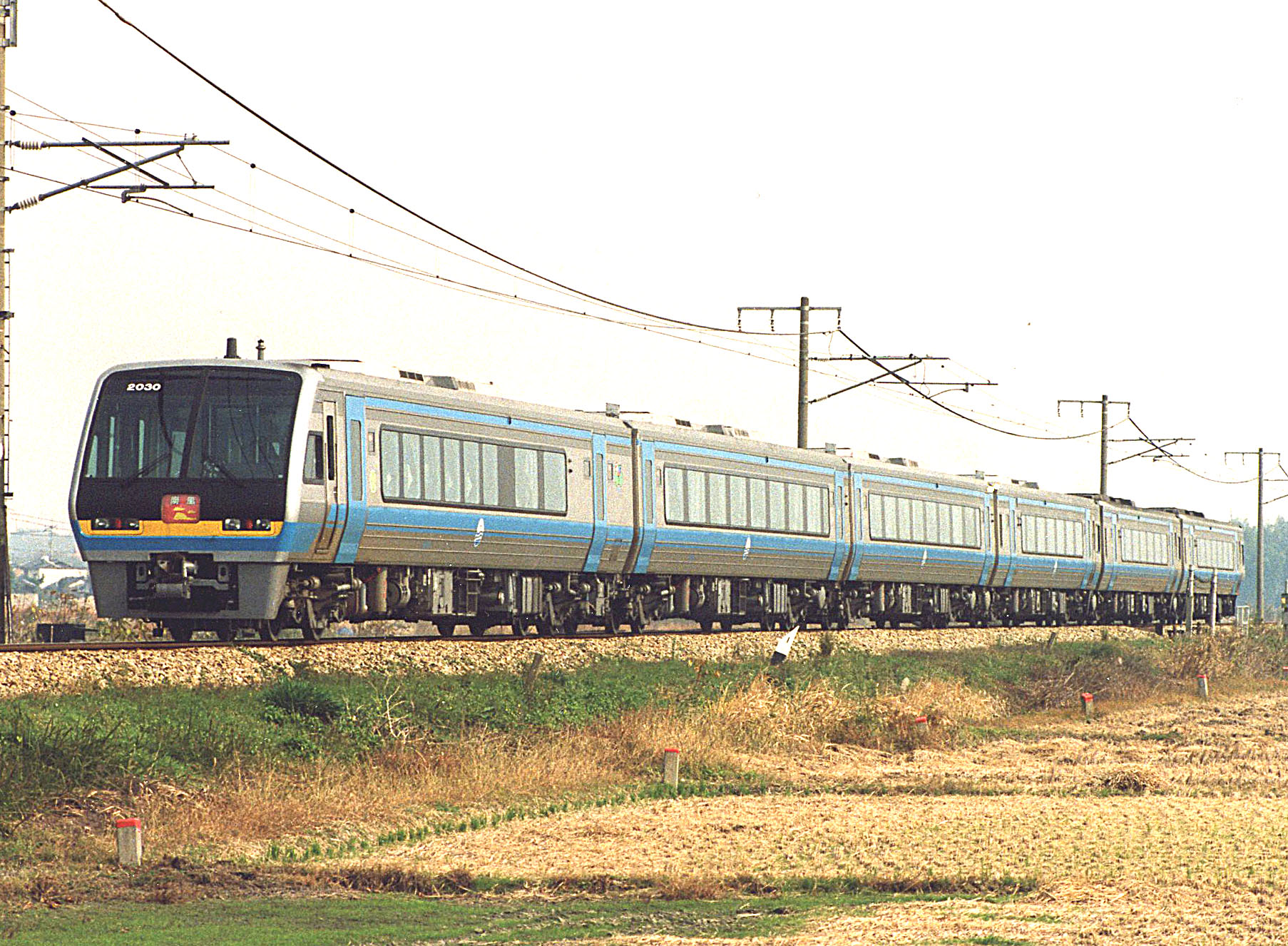
土佐くろしお鉄道2000系2030（宇野線 備中箕島－早島間、1990年11月）

### ごめん・なはり線（阿佐線）用

#### 現有車両

##### 9640形
ごめん・なはり線開業に先立ち、2002年（平成14年）3月から製造された気動車である。形式名「9640」は「くろしお」にちなんだものである。同年3月に特別仕様車2両（9640-1S、2S）、一般車8両（9640-3 - 10）が製造され、予備車確保のため2005年（平成17年）に1両（9640-11）が追加されている。第三セクター鉄道では製造者が準備した標準仕様に近いものを採用する事例が多かったが、9640形は車体寸法、材質などが製造者の標準仕様と異なり、2002年（平成14年）製造の10両は5両ずつ富士重工業と新潟鐵工所に発注されている。路線バス、乗用車などの既存交通機関との対抗上JR四国高知駅への乗り入れは必須と判断され、JR四国1000形と連結運転可能な性能をもっている。全車エンジンなどの走行装置は共通で、小松製作所製SA6D140-H-1ディーゼルエンジンを331 kW（450 PS）に設定して採用した。全車21 m級のステンレス製車体、正面貫通式、両運転台、トイレありだが、特別仕様車2両（1S、2S）は鯨をイメージした流線型の先頭部をもち、海側をオープンデッキ式の通路とした構造で、座席は転換クロスシート、一般車（3 - 10）は通常の平妻の車体で車内は後免寄りがロングシート、奈半利寄りが転換クロスシート、2005年（平成17年）製の1両（11）はお座敷車として使用可能で、平妻車体、車内はロングシートとなっている。開業時から高知駅乗入、JR四国1000形との併結運転が行われているほか、2019年3月改正まで土讃線土佐山田駅まで乗り入れる運用にも使用されていた。特別仕様車のうち1両（9640-2S）とお座敷対応の1両（9640-11）は日本宝くじ協会の助成を受けた宝くじ号 で、9640-11には「手のひらを太陽に号」の愛称がつけられている。

## 運賃
大人普通旅客運賃（小児半額・10円未満切り上げ）。2019年10月1日改定。
四万十くろしおライン（中村線・宿毛線）
| キロ程    | 運賃（円） |
| --------- | ---------- |
| 初乗り3km | 170        |
| 4 - 6     | 210        |
| 7 - 9     | 260        |
| 10 - 12   | 340        |
| 13 - 15   | 410        |
| 16 - 18   | 480        |
| 19 - 21   | 550        |
| 22 - 24   | 630        |
| 25 - 27   | 710        |
| 28 - 30   | 780        |
| 31 - 35   | 880        |
| 36 - 40   | 1,000      |
| 41 - 45   | 1,110      |
| 46 - 51   | 1,220      |
| 52 - 57   | 1,350      |
| 58 - 63   | 1,480      |
| 64 - 67   | 1,630      |
ごめん・なはり線（阿佐線）
| キロ程    | 運賃（円） |
| --------- | ---------- |
| 初乗り6km | 260        |
| 7 - 12    | 410        |
| 13 - 19   | 560        |
| 20 - 27   | 720        |
| 28 - 35   | 920        |
| 36 - 43   | 1,080      |
阿佐線内で、隣り合う駅までの運賃は、上の表にかかわらず210円である。
身体障害者手帳、療育手帳および精神障害者保健福祉手帳の提示により運賃が割引になる。

## 料金
大人特急料金（小児半額・10円未満切り上げ）。2019年10月1日改定。特急列車の普通車を利用の場合は乗車券・特急券が必要。
四万十くろしおライン（中村線・宿毛線）のみ
| キロ程     | 指定席（円） | 自由席（円） |
| ---------- | ------------ | ------------ |
| 初乗り25km | 520          | 310          |
| 26 - 50    | 630          | 420          |
| 51 - 67    | 840          | 630          |
大人グリーン料金（小児同額）。2019年10月1日改定。特急列車のグリーン車を利用の場合は乗車券・指定席特急券（この場合の料金は自由席特急券と同額）・グリーン券が必要。
四万十くろしおライン（中村線・宿毛線）のみ
全線均一840円。小児同額。
なお、2021年3月時点では、グリーン車を連結する列車は「あしずり」15号・2号（窪川 - 中村間）のみとなっている。
また、ごめん・なはり線には定期特急列車の設定はされていないが、観光列車「志国土佐 時代の夜明けのものがたり」の乗り入れに伴う特急料金は、中村線・宿毛線と同様の設定の料金が適用される。

### 書籍
- 寺田 祐一『私鉄気動車30年』JTBパブリッシング、2006年。ISBN 4-533-06532-5。

### 雑誌記事
- 『鉄道ピクトリアル』通巻512号「新車年鑑1989年版」（1989年5月・電気車研究会）
  - 藤井 信夫・大幡 哲海・岸上 明彦「各社別車両情勢」 pp. 93-123
  - 土佐くろしお鉄道（株）運輸部長 岡 泰弘「土佐くろしお鉄道 TKT-8000形」 pp. 197
  - 「民鉄車両諸元表」 pp. 230-232
  - 「竣工月日表」 pp. 232-242
- 『鉄道ピクトリアル』通巻658号「<特集> レールバス」（1998年9月・電気車研究会）
  - 「第三セクター・私鉄向け 軽快気動車の発達 新潟鉄工所 NDC」 pp. 32-35
  - 高嶋修一「第三セクター・私鉄向け軽快気動車の系譜」 pp. 42-55
- 『鉄道ピクトリアル』通巻660号「新車年鑑1998年版」（1998年10月・電気車研究会）
  - 藤井信夫、大幡哲海、岸上明彦「各社別車両情勢」 pp. 83-100
- 『鉄道ピクトリアル』通巻692号「新車年鑑2000年版」（2000年10月・電気車研究会）
  - 藤井 信夫、大幡 哲海、岸上 明彦「各社別車両情勢」 pp. 101-119
  - 土佐くろしお鉄道（株）運輸車両課 林 治孝「土佐くろしお鉄道 TKT-8000形 3次車」 pp. 154
- 『鉄道ピクトリアル』通巻723号「鉄道車両年鑑2002年版」（2002年10月・電気車研究会）
  - 「2001年度車両動向」 pp. 190-200
- 『鉄道ピクトリアル』通巻738号「鉄道車両年鑑2003年版」（2003年10月・電気車研究会）
  - 岸上 明彦「2002年度民鉄車両動向」 pp. 109-130
  - 土佐くろしお鉄道（株）安芸運行本部運転車両課検修係 小松 和紀「土佐くろしお鉄道 ごめん・なはり線用9640形」 pp. 174-176
  - 「民鉄車両諸元表」 pp. 180-183
- 『レイルマガジン』通巻230号付録（2002年11月・ネコ・パブリッシング）
  - 岡田誠一「民鉄・第三セクター鉄道 現有気動車ガイドブック2002」 pp. 1-32
- 『レイルマガジン』通巻250号（2004年7月・ネコ・パブリッシング）
  - 寺田 祐一「私鉄・三セク気動車 141形式・585輌の今!」 pp. 4-50
- 『鉄道ピクトリアル』通巻767号「鉄道車両年鑑2005年版」（2005年10月・電気車研究会）
  - 岸上 明彦「2004年度民鉄車両動向」 pp. 116-141
  - 土佐くろしお鉄道（株）安芸運行本部運転車両課検修係 小松 和紀「土佐くろしお鉄道 ごめん・なはり線用9640形増備車（お座敷対応車）」 pp. 182-183
  - 「民鉄車両諸元表」 pp. 186-191
  - 「各社別新造・改造・廃車一覧」 pp. 214-239
- 『鉄道ピクトリアル』通巻855号「鉄道車両年鑑2011年版」（2011年10月・電気車研究会）
  - 岸上 明彦「2010年度民鉄車両動向」 pp. 123-154
- 『鉄道ピクトリアル』通巻905号「【特集】 ディーゼルカー」（2015年7月・電気車研究会）
  - 「近年における気動車の技術動向」 pp. 21-27